# 大同 (满洲国)

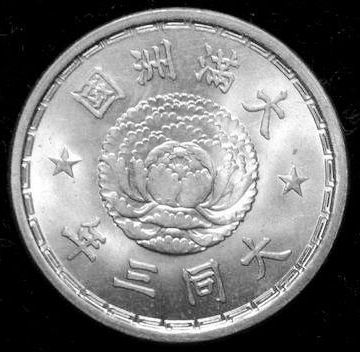
大同三年版的满洲国壹角硬币

大同（1932年3月1日－1934年2月28日）是溥仪在满洲国執政所使用的第一個年号。

## 大事紀
- 大同元年3月1日：滿洲國建國，改元大同。
- 大同元年3月9日：溥仪就任滿洲國执政。
- 大同元年9月15日：日本正式承认满洲国，双方签订《日满议定书》。
- 大同3年3月1日：溥儀在首都新京南郊杏花村舉行登基典禮，改「滿洲國」為「大滿洲帝國」，改元康德。

## 參見

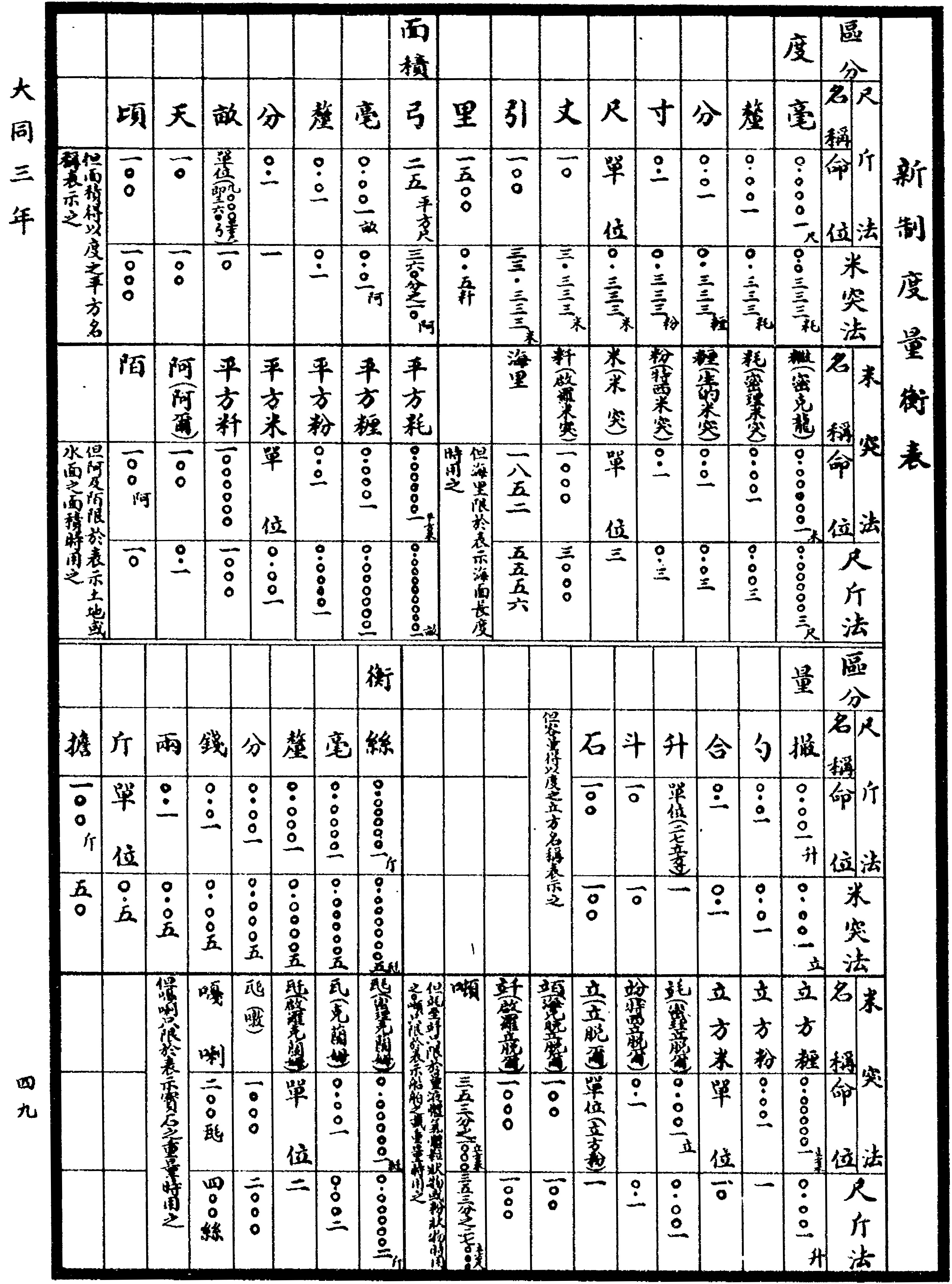
滿洲國大同三年時憲書第49页度量衡表

## 紀年
| 大同 | 元年   | 2年    | 3年    |
| ---- | ------ | ------ | ------ |
| 公元 | 1932年 | 1933年 | 1934年 |
| 干支 | 壬申   | 癸酉   | 甲戌   |